# Kapitulacja pod Bailén

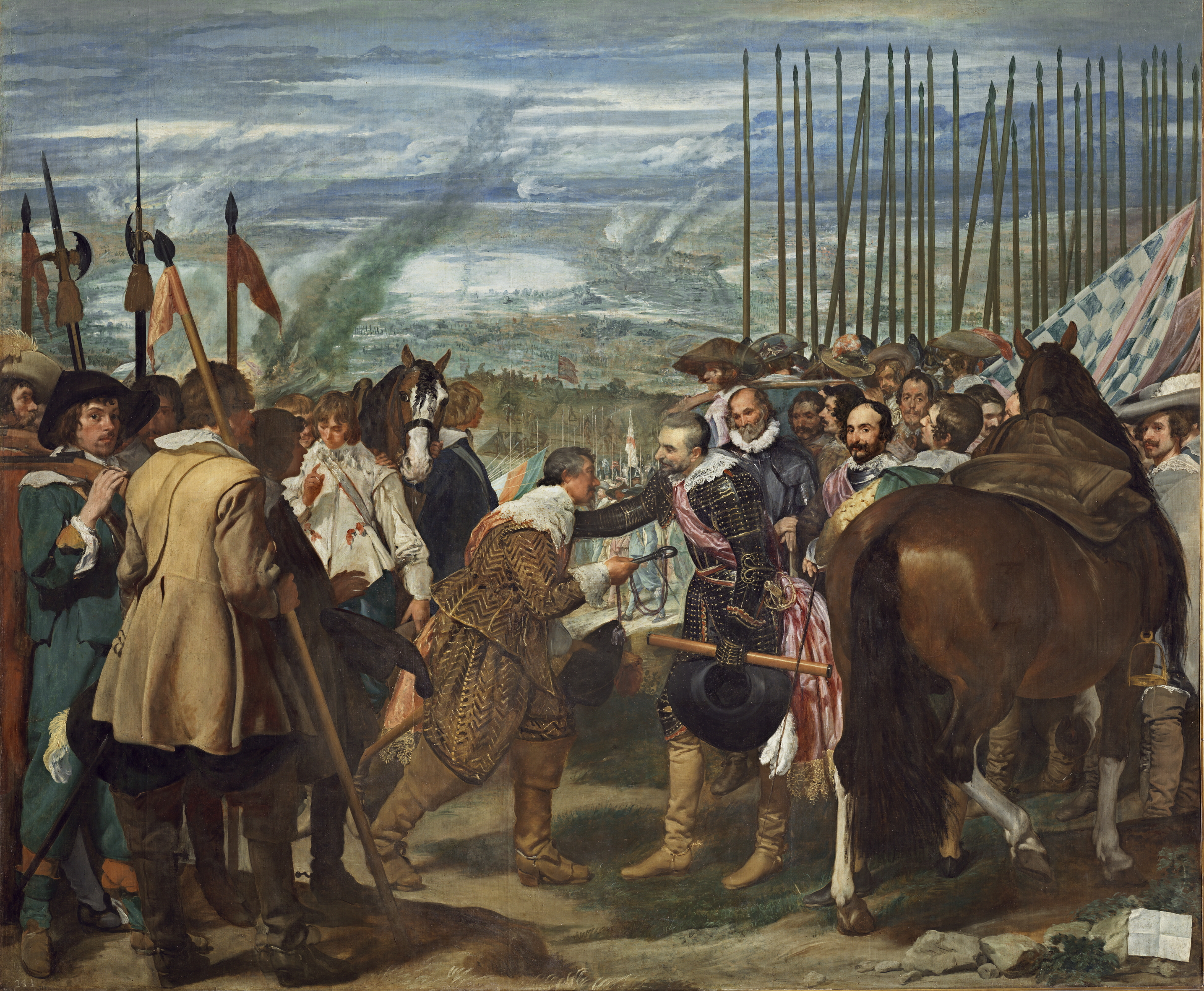
Poddanie Bredy Velázqueza, do którego nawiązuje Casado del Alisal

Kapitulacja pod Bailén (hiszp. La Rendición de Bailén) – obraz olejny z 1864, hiszpańskiego malarza José Casady del Alisala, przedstawiający kapitulację armii napoleońskiej po przegranej bitwie pod Bailén rozegranej 19 lipca 1808. Dzieło wyróżniają wysoka jakość techniczna, jego walory dokumentalne oraz kompozycja nawiązująca do Poddania Bredy Velázqueza.

## Okoliczności powstania
Wiosną 1863 Casado del Alisal uzupełniał swoje wykształcenie artystyczne w Paryżu, dzięki stypendium Królewskiej Akademii Sztuk Pięknych św. Ferdynanda. Pracował tam nad obszernym obrazem o tematyce historycznej. Jako temat wybrał kapitulację pod Bailén – było to pierwsze zwycięstwo Hiszpanów odniesione w wojnie o niepodległość (1807–1814). W stolicy Francji Casado del Alisal miał łatwiejszy dostęp do źródeł dotyczących napoleońskiego umundurowania.
W 1864, krótko po ukończeniu, płótno zostało wysłane do Madrytu i wyeksponowane w nowo powstałym Teatro Real w ramach Krajowej Wystawy Sztuk Pięknych. Obraz otrzymał medal I klasy i spotkał się z pozytywną reakcją publiczności; w tym pary królewskiej Franciszka de Asís Burbon i Izabeli II, która zakupiła dzieło. Obraz znajdował się w Pałacu Królewskim w Madrycie aż do 1921, kiedy Alfons XIII przekazał go do Museo de Arte Moderno (Muzeum Sztuki Nowoczesnej). W 1971 kolekcja tego muzeum została włączona do zbiorów Prado, gdzie obraz obecnie jest eksponowany.

## Opis obrazu
Przedstawioną sceną historyczną jest spotkanie generała Castañosa (po lewej) i generała Duponta (po prawej) dotyczące warunków kapitulacji francuskiego wojska po przegranej bitwie, która miała miejsce 19 lipca 1808 w pobliżu Bailén w Hiszpanii.
Generał Castaños stoi na czele hiszpańskiego wojska i pełnym szacunku gestem pozdrawia pokonanego wroga. Dupont odpowiada rozkładając ramiona na znak poddania, ale jego postawa jest przy tym poważna i dumna. Obok generałów Casado del Alisal umieścił innych wojskowych, którzy brali udział w bitwie, ale jest mało prawdopodobne, aby uczestniczyli w kapitulacji – jest to interpretacja malarza. Kompozycja jest skonstruowana tak, aby oddać hołd obrazowi Poddanie Bredy Velázqueza. Grupy żołnierzy zostały ustawione w kształcie krzyża, a na ich czele stoją dowódcy. Wojska hiszpańskie stoją po lewej, a francuskie po prawej i na dalszym planie, co podkreśla ich klęskę. W centrum kompozycji uprzejmość Castañosa kontrastuje z aroganckim gestem Duponta i dumną postawą Goberta. W tle rozciąga się pejzaż pola bitwy oraz chorągwie, które również nawiązują do obrazu Velázqueza.

## Analiza
Oprócz kompozycji zapożyczonej od Velázqueza, istotny jest też wpływ malarzy francuskich takich jak Antoine-Jean Gros i François Gérard, specjalizujących się w scenach kampanii napoleońskich. Użyta paleta barw wykorzystująca szeroką gamę harmonijnych kolorów wskazuje na wysokie umiejętności techniczne malarza. Udało mu się uzyskać wrażenie ciepłego czerwcowego dnia w prowincji Jaén.
Rysunek jest zdecydowany i pewny, podkreśla postawy i ekspresję postaci. Umundurowanie obu armii zostało przestawione z dbałością o szczegóły i autentyczność, w oparciu o źródła konsultowane w Paryżu i Madrycie. Wysoka jakość portretów pozwala rozpoznać wszystkich przedstawionych dowódców. Najbardziej ożywionym elementem obrazu wydaje się grupa hiszpańskich żołnierzy, gdzie można zauważyć barwne gesty i ekspresje nadające postaciom realizm. Uwagę zwraca także broń przedstawiona na pierwszym planie, nawiązanie do żniw i kurz wzniecany przez zwyciężone oddziały.